# Borussia Neunkirchen/Statistiken
Dieser Artikel dient der Darstellung bedeutender Statistiken des Fußballclubs Borussia Neunkirchen.

## Ewige Tabelle

### DFB-Pokal
Ewige Tabelle des DFB-Pokals
| Pl. | Ja. | Sp. | S  | U | N  | T  | Gt. | Td. | Pkt | Spielzeiten nach Kalenderjahren                                                                                               |
| --- | --- | --- | -- | - | -- | -- | --- | --- | --- | --- |
| 59. | 23  | 42  | 13 | 6 | 23 | 61 | 84  | −23 | 45  | 1939/40, 1942, 1952/53, 1959, 1963, 1965 – 68, 1970 – 72, 1974 – 76, 1978 – 82, 1985 – 87, 1990/91, 1992/93, 1996/97, 2003/04 |

### Ehrenliga SaarlandA
Ewige Tabelle der Ehrenliga Saarland
| Pl. | Ja. | Sp. | S  | U  | N  | T   | Gt. | Td.  | Pkt | Spielzeiten nach Kalenderjahren |
| --- | --- | --- | -- | -- | -- | --- | --- | ---- | --- | ------------------------------- |
| 1.  | 3   | 74  | 45 | 11 | 18 | 230 | 95  | +135 | 146 | 1948 – 51                       |

### Oberliga Südwest
Ewige Tabelle der Oberliga Südwest 1945/46 – 1962/63  A
| Pl. | Ja. | Sp. | S   | U  | N   | T    | Gt. | Td.  | Pkt | Spielzeiten nach Kalenderjahren      |
| --- | --- | --- | --- | -- | --- | ---- | --- | ---- | --- | ------------------------------------ |
| 6.  | 15  | 418 | 222 | 75 | 121 | 1000 | 633 | +367 | 741 | 1945/46 – 1947/48, 1951/52 – 1962/63 |

### 1. Bundesliga
Ewige Tabelle der Fußball-Bundesliga
| Pl. | Ja. | Sp. | S  | U  | N  | T   | Gt. | Td.  | Pkt | Spielzeiten nach Kalenderjahren |
| --- | --- | --- | -- | -- | -- | --- | --- | ---- | --- | ------------------------------- |
| 42. | 3   | 98  | 25 | 18 | 55 | 109 | 223 | −114 | 93  | 1964 – 66, 1967/68              |

### 2. Bundesliga
Ewige Tabelle der 2. Fußball-Bundesliga
| Pl. | Ja. | Sp. | S  | U  | N  | T   | Gt. | Td.  | Pkt | Spielzeiten nach Kalenderjahren |
| --- | --- | --- | -- | -- | -- | --- | --- | ---- | --- | ------------------------------- |
| 96. | 3   | 114 | 26 | 23 | 65 | 140 | 242 | −102 | 101 | 1974/75, 1978/79, 1980/81       |

### Regionalliga Südwest 1963–1974A
Ewige Tabelle der Fußball-Regionalliga (1963–1974)
| Pl. | Ja. | Sp. | S   | U  | N  | T   | Gt. | Td.  | Pkt | Spielzeiten nach Kalenderjahren |
| --- | --- | --- | --- | -- | -- | --- | --- | ---- | --- | ------------------------------- |
| 6.  | 8   | 248 | 149 | 57 | 42 | 578 | 245 | +333 | 504 | 1963/64, 1966/67, 1968 – 1974   |

### Regionalliga 1994–2000A
Ewige Tabelle der Fußball-Regionalliga (1994–2000)
| Pl. | Ja. | Sp. | S  | U  | N  | T  | Gt. | Td. | Pkt | Spielzeiten nach Kalenderjahren |
| --- | --- | --- | -- | -- | -- | -- | --- | --- | --- | ------------------------------- |
| 25. | 2   | 70  | 18 | 19 | 33 | 67 | 113 | −46 | 73  | 1994 – 1996                     |

### Regionalliga 2000–2008A
Ewige Tabelle der Fußball-Regionalliga (2000–2008)
| Pl. | Ja. | Sp. | S | U | N  | T  | Gt. | Td. | Pkt. | Spielzeiten nach Kalenderjahren |
| --- | --- | --- | - | - | -- | -- | --- | --- | ---- | ------------------------------- |
| 40. | 1   | 36  | 3 | 9 | 24 | 23 | 74  | −51 | 18   | 2002/03                         |

### Regionalliga (alle Spielzeiten)
Ewige Tabelle der Fußball-Regionalliga (alle Spielzeiten)
| Pl. | Ja. | Sp. | S   | U  | N  | T   | Gt. | Td.  | Pkt. | Spielzeiten nach Kalenderjahren                     |
| --- | --- | --- | --- | -- | -- | --- | --- | ---- | ---- | --------------------------------------------------- |
| 62. | 11  | 354 | 170 | 85 | 99 | 668 | 432 | +236 | 595  | 1963/64, 1966/67, 1968 – 1974, 1994 – 1996, 2002/03 |

### Oberliga Rheinland-Pfalz/Saar
Ewige Tabelle der Fußball-Oberliga Rheinland-Pfalz/Saar
| Pl. | Ja. | Sp.  | S   | U   | N   | T    | Gt.  | Td.  | Pkt  | Spielzeiten nach Kalenderjahren                |
| --- | --- | ---- | --- | --- | --- | ---- | ---- | ---- | ---- | ---------------------------------------------- |
| 1.  | 34  | 1168 | 520 | 287 | 361 | 2000 | 1537 | +463 | 1847 | 1979/80, 1982 – 1994, 1997 – 2002, 2004 – 2017 |

### Saarlandliga
Ewige Tabelle der Fußball-Saarlandliga
| Pl.                                         | Ja. | Sp. | S  | U  | N  | T   | Gt. | Td. | Pkt | Spielzeiten nach Kalenderjahren |
| ------------------------------------------- | --- | --- | -- | -- | -- | --- | --- | --- | --- | ------------------------------- |
| 54.                                         | 3+  | 88  | 39 | 21 | 28 | 153 | 144 | +9  | 141 | 2017/18 –                       |
|                                             |     | 6   | 4  | 0  | 2  | 20  | 7   | +13 | 12  |                                 |
| 54.                                         | 3+  | 94  | 43 | 21 | 30 | 173 | 151 | +22 | 153 |                                 |
| Aktueller Stand 6. Spieltag 4. Oktober 2020 |     |     |    |    |    |     |     |     |     |                                 |

## Tabellenentwicklung Borussia Neunkirchen
| Saison                                                     | Liga                                      | Plätze            | Sp.               | S                 | U                 | N                 | T                 | Gt.               | Td.               | Pkt.              |
| ---------------------------------------------------------- | ----------------------------------------- | ----------------- | ----------------- | ----------------- | ----------------- | ----------------- | ----------------- | ----------------- | ----------------- | ----------------- |
| 1908/09                                                    | Süddt. B-Klasse Saargau                   | 5                 | –                 | –                 | –                 | –                 | –                 | –                 | –                 | –                 |
| 1909/10                                                    | kein Spielbetrieb                         | kein Spielbetrieb | kein Spielbetrieb | kein Spielbetrieb | kein Spielbetrieb | kein Spielbetrieb | kein Spielbetrieb | kein Spielbetrieb | kein Spielbetrieb | kein Spielbetrieb |
| 1910/11                                                    | Süddt. B-Klasse Saargau                   | 1                 | –                 | –                 | –                 | –                 | –                 | –                 | –                 | –                 |
| 1911/12                                                    | Süddt. B-Klasse Saargau                   | 1                 | –                 | –                 | –                 | –                 | –                 | –                 | –                 | –                 |
| 1912/13                                                    | Süddeutsche Ligaklasse Westkreis          | 7                 | –                 | –                 | –                 | –                 | –                 | –                 | –                 | –                 |
| 1913/14                                                    | Süddeutsche Ligaklasse Westkreis          | 7                 | –                 | –                 | –                 | –                 | –                 | –                 | –                 | –                 |
| 1914/15                                                    | kein Spielbetrieb                         | kein Spielbetrieb | kein Spielbetrieb | kein Spielbetrieb | kein Spielbetrieb | kein Spielbetrieb | kein Spielbetrieb | kein Spielbetrieb | kein Spielbetrieb | kein Spielbetrieb |
| 1915/16                                                    | kein Spielbetrieb                         | kein Spielbetrieb | kein Spielbetrieb | kein Spielbetrieb | kein Spielbetrieb | kein Spielbetrieb | kein Spielbetrieb | kein Spielbetrieb | kein Spielbetrieb | kein Spielbetrieb |
| 1916/17                                                    | kein Spielbetrieb                         | kein Spielbetrieb | kein Spielbetrieb | kein Spielbetrieb | kein Spielbetrieb | kein Spielbetrieb | kein Spielbetrieb | kein Spielbetrieb | kein Spielbetrieb | kein Spielbetrieb |
| 1917/18                                                    | Gau Pfalz Westkreis Bezirk 2 A-Klasse     | 3                 | –                 | –                 | –                 | –                 | –                 | –                 | –                 | –                 |
| 1918/19                                                    | kein Spielbetrieb                         | kein Spielbetrieb | kein Spielbetrieb | kein Spielbetrieb | kein Spielbetrieb | kein Spielbetrieb | kein Spielbetrieb | kein Spielbetrieb | kein Spielbetrieb | kein Spielbetrieb |
| 1919/20                                                    | Süddt. Liga 1 Klasse Gruppe 3 Saarkreis   | 2 •               | –                 | –                 | –                 | –                 | –                 | –                 | –                 | –                 |
| 1920/21                                                    | Süddt. Liga 1 Klasse Gruppe 3 Saarkreis   | 1                 | –                 | –                 | –                 | –                 | –                 | –                 | –                 | –                 |
| 1921/22                                                    | Süddt. Liga Saarkreis Abt. 1              | 1                 | –                 | –                 | –                 | –                 | –                 | –                 | –                 | –                 |
| 1922/23                                                    | Süddt. Liga 1 Klasse Gruppe 3 Saarkreis   | 1                 | –                 | –                 | –                 | –                 | –                 | –                 | –                 | –                 |
| 1923/24                                                    | Süddt. Liga Bezirk Rheinhessen/Saar       | 1                 | –                 | –                 | –                 | –                 | –                 | –                 | –                 | –                 |
| 1924/25                                                    | Süddt. Liga Bezirk Rheinhessen/Saar       | 3                 | –                 | –                 | –                 | –                 | –                 | –                 | –                 | –                 |
| 1925/26                                                    | Süddt. Liga Bezirk Rheinhessen/Saar       | 5                 | –                 | –                 | –                 | –                 | –                 | –                 | –                 | –                 |
| 1926/27                                                    | Süddt. Liga Bezirk Rheinhessen/Saar       | 6                 | –                 | –                 | –                 | –                 | –                 | –                 | –                 | –                 |
| 1927/28                                                    | Süddt. Liga Bezirk Rhein/Saar Gruppe Saar | 2 •               | –                 | –                 | –                 | –                 | –                 | –                 | –                 | –                 |
| 1928/29                                                    | Süddt. Liga Bezirk Rhein/Saar Gruppe Saar | 5                 | –                 | –                 | –                 | –                 | –                 | –                 | –                 | –                 |
| 1929/30                                                    | Süddt. Liga Bezirk Rhein/Saar Gruppe Saar | 2 •               | –                 | –                 | –                 | –                 | –                 | –                 | –                 | –                 |
| 1930/31                                                    | Süddt. Liga Bezirk Rhein/Saar Gruppe Saar | 4                 | –                 | –                 | –                 | –                 | –                 | –                 | –                 | –                 |
| 1931/32                                                    | Süddt. Liga Bezirk Rhein/Saar Gruppe Saar | 7                 | –                 | –                 | –                 | –                 | –                 | –                 | –                 | –                 |
| 1932/33                                                    | Süddt. Liga Bezirk Rhein/Saar Gruppe Saar | 3                 | –                 | –                 | –                 | –                 | –                 | –                 | –                 | –                 |
| 1932/33                                                    | Bezirkspokal Rhein/Saar                   | 2 •               | –                 | –                 | –                 | –                 | –                 | –                 | –                 | –                 |
| 1933/34                                                    | Gauliga Südwest                           | 10                | –                 | –                 | –                 | –                 | –                 | –                 | –                 | –                 |
| 1934/35                                                    | Gauliga Südwest                           | 8                 | –                 | –                 | –                 | –                 | –                 | –                 | –                 | –                 |
| 1935/36                                                    | Gauliga Südwest                           | 4                 | –                 | –                 | –                 | –                 | –                 | –                 | –                 | –                 |
| 1936/37                                                    | Gauliga Südwest                           | 4                 | –                 | –                 | –                 | –                 | –                 | –                 | –                 | –                 |
| 1937/38                                                    | Gauliga Südwest                           | 2 •               | –                 | –                 | –                 | –                 | –                 | –                 | –                 | –                 |
| 1938/39                                                    | Gauliga Südwest                           | 6                 | –                 | –                 | –                 | –                 | –                 | –                 | –                 | –                 |
| 1939/40                                                    | Gauliga Südwest Gruppe Saarpfalz          | 2 •               | –                 | –                 | –                 | –                 | –                 | –                 | –                 | –                 |
| 1940/41                                                    | Gauliga Südwest Gruppe Saarpfalz          | 3                 | –                 | –                 | –                 | –                 | –                 | –                 | –                 | –                 |
| 1941/42                                                    | Gau Westmark                              | 5                 | –                 | –                 | –                 | –                 | –                 | –                 | –                 | –                 |
| 1942/43                                                    | Gau Westmark                              | 3                 | –                 | –                 | –                 | –                 | –                 | –                 | –                 | –                 |
| 1943/44                                                    | Gau Westmark                              | 4                 | –                 | –                 | –                 | –                 | –                 | –                 | –                 | –                 |
| 1944/45                                                    | kein Spielbetrieb                         | kein Spielbetrieb | kein Spielbetrieb | kein Spielbetrieb | kein Spielbetrieb | kein Spielbetrieb | kein Spielbetrieb | kein Spielbetrieb | kein Spielbetrieb | kein Spielbetrieb |
| 1945/46                                                    | Oberliga Südwest – Nordgruppe             | 3                 | 18                | 11                | 4                 | 3                 | 61                | 26                | +35               | 37                |
| 1946/47                                                    | Ehrenklasse Saar Gruppe 1                 | 1                 | 10                | 8                 | 1                 | 1                 | 51                | 10                | +41               | 25                |
| 1946/47                                                    | Oberliga Südwest – Nordgruppe             | 6                 | 14                | 4                 | 4                 | 6                 | 38                | 26                | +12               | 16                |
| 1947/48                                                    | Oberliga Südwest – Nordgruppe             | 4                 | 26                | 18                | 2                 | 6                 | 109               | 36                | +73               | 56                |
| 1948/49                                                    | Ehrenliga Saarland                        | 1                 | 26                | 20                | 2                 | 4                 | 106               | 25                | +81               | 62                |
| 1949/50                                                    | Ehrenliga Saarland                        | 2 •               | 22                | 15                | 3                 | 4                 | 74                | 31                | +43               | 48                |
| 1950/51                                                    | Ehrenliga Saarland                        | 9                 | 26                | 10                | 6                 | 10                | 50                | 39                | +11               | 36                |
| 1951/52                                                    | Oberliga SÜDWEST                          | 6                 | 30                | 13                | 5                 | 12                | 74                | 61                | +7                | 44                |
| 1952/53                                                    | Oberliga SÜDWEST                          | 10                | 30                | 12                | 7                 | 11                | 36                | 46                | −10               | 43                |
| 1953/54                                                    | Oberliga SÜDWEST                          | 7                 | 30                | 12                | 4                 | 14                | 58                | 54                | +4                | 40                |
| 1954/55                                                    | Oberliga SÜDWEST                          | 9                 | 30                | 8                 | 9                 | 13                | 37                | 50                | −13               | 33                |
| 1955/56                                                    | Oberliga SÜDWEST                          | 6                 | 30                | 14                | 6                 | 10                | 57                | 47                | +10               | 48                |
| 1956/57                                                    | Oberliga SÜDWEST                          | 9                 | 30                | 13                | 7                 | 10                | 52                | 56                | −4                | 49                |
| 1957/58                                                    | Oberliga SÜDWEST                          | 3                 | 30                | 19                | 3                 | 8                 | 77                | 47                | +30               | 54                |
| 1958/59                                                    | Oberliga SÜDWEST                          | 2 •               | 30                | 22                | 4                 | 4                 | 95                | 35                | +60               | 70                |
| 1959/60                                                    | Oberliga SÜDWEST                          | 3                 | 30                | 20                | 1                 | 9                 | 68                | 47                | +21               | 61                |
| 1960/61                                                    | Oberliga SÜDWEST                          | 3                 | 30                | 18                | 6                 | 6                 | 72                | 43                | +29               | 60                |
| 1961/62                                                    | Oberliga SÜDWEST                          | 1                 | 30                | 21                | 6                 | 3                 | 102               | 29                | +73               | 69                |
| 1962/63                                                    | Oberliga SÜDWEST                          | 4                 | 30                | 17                | 7                 | 6                 | 64                | 30                | +34               | 58                |
| 1963/64                                                    | Regionalliga Südwest                      | 1                 | 38                | 25                | 10                | 3                 | 106               | 32                | +74               | 85                |
| 1964/65                                                    | 1. Bundesliga                             | 10                | 30                | 9                 | 9                 | 12                | 44                | 48                | -4                | 36                |
| 1965/66                                                    | 1. Bundesliga                             | 17 ↓              | 34                | 9                 | 4                 | 21                | 32                | 82                | -50               | 31                |
| 1966/67                                                    | Regionalliga Südwest                      | 1 ↑               | 30                | 20                | 6                 | 4                 | 73                | 27                | +46               | 66                |
| 1967/68                                                    | 1. Bundesliga                             | 17 ↓              | 34                | 7                 | 5                 | 22                | 33                | 93                | -60               | 26                |
| 1968/69                                                    | Regionalliga Südwest                      | 5                 | 30                | 16                | 5                 | 9                 | 54                | 34                | +20               | 53                |
| 1969/70                                                    | Regionalliga Südwest                      | 3                 | 30                | 15                | 7                 | 8                 | 63                | 40                | +23               | 52                |
| 1970/71                                                    | Regionalliga Südwest                      | 1                 | 30                | 18                | 8                 | 4                 | 82                | 26                | +56               | 59                |
| 1971/72                                                    | Regionalliga Südwest                      | 1                 | 30                | 19                | 10                | 1                 | 77                | 22                | +55               | 67                |
| 1972/73                                                    | Regionalliga Südwest                      | 5                 | 30                | 16                | 6                 | 8                 | 59                | 35                | +24               | 54                |
| 1973/74                                                    | Regionalliga Südwest                      | 2 •               | 30                | 20                | 5                 | 5                 | 64                | 29                | +35               | 65                |
| 1974/75                                                    | 2. Bundesliga Süd                         | 18 ↓              | 38                | 11                | 6                 | 21                | 49                | 73                | −24               | 39                |
| 1975/76                                                    | Saarlandliga                              | 1                 | 34                | –                 | –                 | –                 | 118               | 18                | +100              | 62                |
| 1976/77                                                    | Saarlandliga                              | 1                 | 34                | –                 | –                 | –                 | 111               | 27                | +84               | 55                |
| 1977/78                                                    | Saarlandliga                              | 1 ↑               | 36                | –                 | –                 | –                 | 115               | 20                | +95               | 62                |
| 1978/79                                                    | 2. Bundesliga Süd                         | 20 ↓              | 38                | 10                | 4                 | 24                | 47                | 84                | −37               | 34                |
| 1979/80                                                    | Amateur-Oberliga Südwest                  | 1 ↑               | 34                | 22                | 7                 | 5                 | 73                | 27                | +46               | 73                |
| 1980/81                                                    | 2. Bundesliga Süd                         | 19 ↓              | 38                | 5                 | 13                | 20                | 44                | 85                | −41               | 28                |
| 1981/82                                                    | Amateur-Oberliga Südwest                  | 11                | 40                | 19                | 6                 | 15                | 74                | 68                | +6                | 63                |
| 1982/83                                                    | Amateur-Oberliga Südwest                  | 9                 | 38                | 13                | 13                | 12                | 75                | 75                | ±0                | 52                |
| 1983/84                                                    | Amateur-Oberliga Südwest                  | 12                | 34                | 10                | 11                | 13                | 44                | 52                | −8                | 41                |
| 1984/85                                                    | Amateur-Oberliga Südwest                  | 11                | 34                | 13                | 8                 | 13                | 65                | 54                | +11               | 47                |
| 1985/86                                                    | Amateur-Oberliga Südwest                  | 7                 | 34                | 12                | 10                | 12                | 48                | 60                | −12               | 46                |
| 1986/87                                                    | Amateur-Oberliga Südwest                  | 10                | 34                | 11                | 9                 | 14                | 53                | 54                | −1                | 41                |
| 1987/88                                                    | Amateur-Oberliga Südwest                  | 14                | 34                | 10                | 3                 | 21                | 60                | 86                | −26               | 33                |
| 1988/89                                                    | Amateur-Oberliga Südwest                  | 8                 | 34                | 10                | 9                 | 15                | 52                | 55                | −3                | 39                |
| 1989/90                                                    | Amateur-Oberliga Südwest                  | 3                 | 34                | 21                | 5                 | 8                 | 76                | 44                | +32               | 68                |
| 1990/91                                                    | Amateur-Oberliga Südwest                  | 1                 | 34                | 24                | 6                 | 4                 | 74                | 22                | +41               | 68                |
| 1991/92                                                    | Amateur-Oberliga Südwest                  | 4                 | 34                | 18                | 7                 | 9                 | 79                | 48                | +31               | 43                |
| 1992/93                                                    | Amateur-Oberliga Südwest                  | 6                 | 34                | 15                | 10                | 9                 | 50                | 37                | +13               | 40                |
| 1993/94                                                    | Amateur-Oberliga Südwest                  | 4                 | 34                | 18                | 9                 | 7                 | 63                | 45                | +18               | 45                |
| 1994/95                                                    | Regionalliga West/Südwest                 | 5                 | 34                | 13                | 10                | 11                | 37                | 44                | −7                | 49                |
| 1995/96                                                    | Regionalliga West/Südwest                 | 18 ↓              | 36                | 5                 | 9                 | 22                | 30                | 69                | −39               | 24                |
| 1996/97                                                    | Oberliga Südwest                          | 7                 | 34                | 12                | 12                | 10                | 56                | 37                | +19               | 48                |
| 1997/98                                                    | Oberliga Südwest                          | 6                 | 34                | 18                | 7                 | 9                 | 69                | 37                | +32               | 61                |
| 1998/99                                                    | Oberliga Südwest                          | 3                 | 34                | 20                | 9                 | 5                 | 73                | 37                | +36               | 69                |
| 1999/00                                                    | Oberliga Südwest                          | 1                 | 36                | 25                | 6                 | 5                 | 82                | 36                | +46               | 81                |
| 2000/01                                                    | Oberliga Südwest                          | 3                 | 38                | 19                | 12                | 7                 | 67                | 34                | +33               | 69                |
| 2001/02                                                    | Oberliga Südwest                          | 1                 | 34                | 22                | 7                 | 5                 | 63                | 18                | +45               | 73                |
| 2002/03                                                    | Regionalliga Süd                          | 19 ↓              | 36                | 3                 | 9                 | 24                | 23                | 74                | −51               | 18                |
| 2003/04                                                    | Oberliga Südwest                          | 10                | 34                | 11                | 10                | 13                | 48                | 46                | +2                | 43                |
| 2004/05                                                    | Oberliga Südwest                          | 1                 | 34                | 22                | 4                 | 8                 | 66                | 30                | +36               | 70                |
| 2005/06                                                    | Oberliga Südwest                          | 9                 | 32                | 11                | 9                 | 12                | 47                | 42                | +5                | 42                |
| 2006/07                                                    | Oberliga Südwest                          | 3                 | 32                | 8                 | 16                | 8                 | 46                | 42                | +4                | 40                |
| 2007/08                                                    | Oberliga Südwest                          | 6                 | 34                | 20                | 4                 | 10                | 48                | 24                | +24               | 64                |
| 2008/09                                                    | Oberliga Südwest                          | 4                 | 34                | 14                | 14                | 6                 | 49                | 32                | +17               | 56                |
| 2009/10                                                    | Oberliga Südwest                          | 12                | 34                | 12                | 9                 | 13                | 53                | 47                | −6                | 45                |
| 2010/11                                                    | Oberliga Südwest                          | 7                 | 36                | 15                | 9                 | 12                | 60                | 54                | +6                | 54                |
| 2011/12                                                    | Oberliga Südwest                          | 7                 | 34                | 14                | 8                 | 12                | 55                | 49                | +6                | 50                |
| 2012/13                                                    | Oberliga Rheinland-Pfalz/Saar             | 5                 | 34                | 17                | 5                 | 12                | 48                | 39                | +9                | 56                |
| 2013/14                                                    | Oberliga Rheinland-Pfalz/Saar             | 15                | 34                | 9                 | 12                | 13                | 36                | 49                | −13               | 39                |
| 2014/15                                                    | Oberliga Rheinland-Pfalz/Saar             | 12                | 34                | 12                | 8                 | 14                | 61                | 47                | +4                | 44                |
| 2015/16                                                    | Oberliga Rheinland-Pfalz/Saar             | 4                 | 32                | 14                | 9                 | 9                 | 51                | 44                | +7                | 51                |
| 2016/17                                                    | Oberliga Rheinland-Pfalz/Saar             | 17 ↓              | 34                | 9                 | 4                 | 21                | 46                | 71                | −25               | 31                |
| 2017/18                                                    | Saarlandliga                              | 3                 | 34                | 16                | 12                | 6                 | 54                | 45                | +9                | 60                |
| 2018/19                                                    | Saarlandliga                              | 9                 | 32                | 12                | 5                 | 15                | 48                | 56                | −8                | 41                |
| 2019/20                                                    | Saarlandliga                              | 6                 | 22                | 11                | 4                 | 7                 | 52                | 43                | +9                | 37                |
| 2020/21                                                    | Saarlandliga                              | 4                 | 6                 | 4                 | 0                 | 2                 | 20                | 7                 | +13               | 12                |
| fettgedruckt = Aktueller Stand 6. Spieltag 4. Oktober 2020 |                                           |                   |                   |                   |                   |                   |                   |                   |                   |                   |

| Farbe | Legende      |
| ----- | ------------ |
| ↑     | Aufgestiegen |
| ↓     | Abgestiegen  |
| •     | Vizemeister  |

## Saisonbilanz
Ehrenliga Saarland
| Spielzeiten: 1948/49 – 1950/51 | Spielzeiten: 1948/49 – 1950/51 | Spielzeiten: 1948/49 – 1950/51 | Spielzeiten: 1948/49 – 1950/51 | Spielzeiten: 1948/49 – 1950/51 | Spielzeiten: 1948/49 – 1950/51 | Spielzeiten: 1948/49 – 1950/51 | Spielzeiten: 1948/49 – 1950/51 | Spielzeiten: 1948/49 – 1950/51 | Spielzeiten: 1948/49 – 1950/51 |
| Saison                         | Pl.                            | Sp.                            | S                              | U                              | N                              | T                              | Gt.                            | Td.                            | Pkt.                           |
| ------------------------------ | ------------------------------ | ------------------------------ | ------------------------------ | ------------------------------ | ------------------------------ | ------------------------------ | ------------------------------ | ------------------------------ | ------------------------------ |
| 1948/49                        | 1                              | 26                             | 20                             | 2                              | 4                              | 106                            | 25                             | +81                            | 62                             |
| 1949/50                        | 2 •                            | 22                             | 15                             | 3                              | 4                              | 74                             | 31                             | +43                            | 48                             |
| 1950/51                        | 9                              | 26                             | 10                             | 6                              | 10                             | 50                             | 39                             | +11                            | 36                             |
| Gesamt                         | Gesamt                         | 74                             | 45                             | 11                             | 18                             | 230                            | 95                             | +135                           | 146                            |

Oberliga Südwest
| Spielzeiten: 1945/46 – 1947/48, 1951/52 – 1962/63 | Spielzeiten: 1945/46 – 1947/48, 1951/52 – 1962/63 | Spielzeiten: 1945/46 – 1947/48, 1951/52 – 1962/63 | Spielzeiten: 1945/46 – 1947/48, 1951/52 – 1962/63 | Spielzeiten: 1945/46 – 1947/48, 1951/52 – 1962/63 | Spielzeiten: 1945/46 – 1947/48, 1951/52 – 1962/63 | Spielzeiten: 1945/46 – 1947/48, 1951/52 – 1962/63 | Spielzeiten: 1945/46 – 1947/48, 1951/52 – 1962/63 | Spielzeiten: 1945/46 – 1947/48, 1951/52 – 1962/63 | Spielzeiten: 1945/46 – 1947/48, 1951/52 – 1962/63 |
| Saison                                            | Pl.                                               | Sp.                                               | S                                                 | U                                                 | N                                                 | T                                                 | Gt.                                               | Td.                                               | Pkt.                                              |
| ------------------------------------------------- | ------------------------------------------------- | ------------------------------------------------- | ------------------------------------------------- | ------------------------------------------------- | ------------------------------------------------- | ------------------------------------------------- | ------------------------------------------------- | ------------------------------------------------- | ------------------------------------------------- |
| 1945/46                                           | 3                                                 | 18                                                | 11                                                | 4                                                 | 3                                                 | 61                                                | 26                                                | +35                                               | 37                                                |
| 1946/47                                           | 6                                                 | 14                                                | 4                                                 | 4                                                 | 6                                                 | 38                                                | 26                                                | +12                                               | 16                                                |
| 1947/48                                           | 4                                                 | 26                                                | 18                                                | 2                                                 | 6                                                 | 109                                               | 36                                                | +73                                               | 56                                                |
| 1952/53                                           | 10                                                | 30                                                | 12                                                | 7                                                 | 11                                                | 36                                                | 46                                                | −10                                               | 43                                                |
| 1953/54                                           | 7                                                 | 30                                                | 12                                                | 4                                                 | 14                                                | 58                                                | 54                                                | +4                                                | 40                                                |
| 1954/55                                           | 9                                                 | 30                                                | 8                                                 | 9                                                 | 13                                                | 37                                                | 50                                                | −13                                               | 33                                                |
| 1955/56                                           | 6                                                 | 30                                                | 14                                                | 6                                                 | 10                                                | 57                                                | 47                                                | +10                                               | 48                                                |
| 1956/57                                           | 9                                                 | 30                                                | 13                                                | 7                                                 | 10                                                | 52                                                | 56                                                | −4                                                | 49                                                |
| 1957/58                                           | 3                                                 | 30                                                | 19                                                | 3                                                 | 8                                                 | 77                                                | 47                                                | +30                                               | 54                                                |
| 1958/59                                           | 2 •                                               | 30                                                | 22                                                | 4                                                 | 4                                                 | 95                                                | 35                                                | +60                                               | 70                                                |
| 1959/60                                           | 3                                                 | 30                                                | 20                                                | 1                                                 | 9                                                 | 68                                                | 47                                                | +21                                               | 61                                                |
| 1960/61                                           | 3                                                 | 30                                                | 18                                                | 6                                                 | 6                                                 | 72                                                | 43                                                | +29                                               | 60                                                |
| 1961/62                                           | 1                                                 | 30                                                | 21                                                | 6                                                 | 3                                                 | 102                                               | 29                                                | +73                                               | 69                                                |
| 1962/63                                           | 4                                                 | 30                                                | 17                                                | 7                                                 | 6                                                 | 64                                                | 30                                                | +34                                               | 58                                                |
| Gesamt                                            | Gesamt                                            | 418                                               | 222                                               | 75                                                | 121                                               | 1000                                              | 633                                               | +367                                              | 741                                               |

Bundesliga
| Spielzeiten: 1964/65 – 1965/66, 1967/68 | Spielzeiten: 1964/65 – 1965/66, 1967/68 | Spielzeiten: 1964/65 – 1965/66, 1967/68 | Spielzeiten: 1964/65 – 1965/66, 1967/68 | Spielzeiten: 1964/65 – 1965/66, 1967/68 | Spielzeiten: 1964/65 – 1965/66, 1967/68 | Spielzeiten: 1964/65 – 1965/66, 1967/68 | Spielzeiten: 1964/65 – 1965/66, 1967/68 | Spielzeiten: 1964/65 – 1965/66, 1967/68 | Spielzeiten: 1964/65 – 1965/66, 1967/68 |
| Saison                                  | Pl.                                     | Sp.                                     | S                                       | U                                       | N                                       | T                                       | Gt.                                     | Td.                                     | Pkt.                                    |
| --------------------------------------- | --------------------------------------- | --------------------------------------- | --------------------------------------- | --------------------------------------- | --------------------------------------- | --------------------------------------- | --------------------------------------- | --------------------------------------- | --------------------------------------- |
| 1964/65                                 | 10                                      | 30                                      | 9                                       | 9                                       | 12                                      | 44                                      | 48                                      | -4                                      | 36                                      |
| 1965/66                                 | 17 ↓                                    | 34                                      | 9                                       | 4                                       | 21                                      | 32                                      | 82                                      | -50                                     | 31                                      |
| 1967/68                                 | 17 ↓                                    | 34                                      | 7                                       | 5                                       | 22                                      | 33                                      | 93                                      | -60                                     | 26                                      |
| Gesamt                                  | Gesamt                                  | 98                                      | 25                                      | 18                                      | 55                                      | 109                                     | 223                                     | −114                                    | 93                                      |

2. Bundesliga
| Spielzeiten: 1974/75, 1978/79, 1980/81 | Spielzeiten: 1974/75, 1978/79, 1980/81 | Spielzeiten: 1974/75, 1978/79, 1980/81 | Spielzeiten: 1974/75, 1978/79, 1980/81 | Spielzeiten: 1974/75, 1978/79, 1980/81 | Spielzeiten: 1974/75, 1978/79, 1980/81 | Spielzeiten: 1974/75, 1978/79, 1980/81 | Spielzeiten: 1974/75, 1978/79, 1980/81 | Spielzeiten: 1974/75, 1978/79, 1980/81 | Spielzeiten: 1974/75, 1978/79, 1980/81 |
| Saison                                 | Pl.                                    | Sp.                                    | S                                      | U                                      | N                                      | T                                      | Gt.                                    | Td.                                    | Pkt.                                   |
| -------------------------------------- | -------------------------------------- | -------------------------------------- | -------------------------------------- | -------------------------------------- | -------------------------------------- | -------------------------------------- | -------------------------------------- | -------------------------------------- | -------------------------------------- |
| 1974/75                                | 18 ↓                                   | 38                                     | 11                                     | 6                                      | 21                                     | 49                                     | 73                                     | −24                                    | 39                                     |
| 1978/79                                | 20 ↓                                   | 38                                     | 10                                     | 4                                      | 24                                     | 47                                     | 84                                     | −37                                    | 34                                     |
| 1980/81                                | 19 ↓                                   | 38                                     | 5                                      | 13                                     | 20                                     | 44                                     | 85                                     | −41                                    | 28                                     |
| Gesamt                                 | Gesamt                                 | 114                                    | 26                                     | 23                                     | 65                                     | 140                                    | 242                                    | −102                                   | 101                                    |

Regionalliga Südwest/West
| Spielzeiten: 1963/64, 1966/67, 1968/69 – 1973/74, 1994/95 – 1995/96 2002/03 | Spielzeiten: 1963/64, 1966/67, 1968/69 – 1973/74, 1994/95 – 1995/96 2002/03 | Spielzeiten: 1963/64, 1966/67, 1968/69 – 1973/74, 1994/95 – 1995/96 2002/03 | Spielzeiten: 1963/64, 1966/67, 1968/69 – 1973/74, 1994/95 – 1995/96 2002/03 | Spielzeiten: 1963/64, 1966/67, 1968/69 – 1973/74, 1994/95 – 1995/96 2002/03 | Spielzeiten: 1963/64, 1966/67, 1968/69 – 1973/74, 1994/95 – 1995/96 2002/03 | Spielzeiten: 1963/64, 1966/67, 1968/69 – 1973/74, 1994/95 – 1995/96 2002/03 | Spielzeiten: 1963/64, 1966/67, 1968/69 – 1973/74, 1994/95 – 1995/96 2002/03 | Spielzeiten: 1963/64, 1966/67, 1968/69 – 1973/74, 1994/95 – 1995/96 2002/03 | Spielzeiten: 1963/64, 1966/67, 1968/69 – 1973/74, 1994/95 – 1995/96 2002/03 |
| Saison                                                                      | Pl.                                                                         | Sp.                                                                         | S                                                                           | U                                                                           | N                                                                           | T                                                                           | Gt.                                                                         | Td.                                                                         | Pkt.                                                                        |
| --------------------------------------------------------------------------- | --------------------------------------------------------------------------- | --------------------------------------------------------------------------- | --------------------------------------------------------------------------- | --------------------------------------------------------------------------- | --------------------------------------------------------------------------- | --------------------------------------------------------------------------- | --------------------------------------------------------------------------- | --------------------------------------------------------------------------- | --------------------------------------------------------------------------- |
| 1963/64                                                                     | 1                                                                           | 38                                                                          | 25                                                                          | 10                                                                          | 3                                                                           | 106                                                                         | 32                                                                          | +74                                                                         | 85                                                                          |
| 1966/67                                                                     | 1 ↑                                                                         | 30                                                                          | 20                                                                          | 6                                                                           | 4                                                                           | 73                                                                          | 27                                                                          | +46                                                                         | 66                                                                          |
| 1968/69                                                                     | 5                                                                           | 30                                                                          | 16                                                                          | 5                                                                           | 9                                                                           | 54                                                                          | 34                                                                          | +20                                                                         | 53                                                                          |
| 1969/70                                                                     | 3                                                                           | 30                                                                          | 15                                                                          | 7                                                                           | 8                                                                           | 63                                                                          | 40                                                                          | +23                                                                         | 52                                                                          |
| 1970/71                                                                     | 1                                                                           | 30                                                                          | 18                                                                          | 8                                                                           | 4                                                                           | 82                                                                          | 26                                                                          | +56                                                                         | 59                                                                          |
| 1971/72                                                                     | 1                                                                           | 30                                                                          | 19                                                                          | 10                                                                          | 1                                                                           | 77                                                                          | 22                                                                          | +55                                                                         | 67                                                                          |
| 1972/73                                                                     | 5                                                                           | 30                                                                          | 16                                                                          | 6                                                                           | 8                                                                           | 59                                                                          | 35                                                                          | +24                                                                         | 54                                                                          |
| 1973/74                                                                     | 2 •                                                                         | 30                                                                          | 20                                                                          | 5                                                                           | 5                                                                           | 64                                                                          | 29                                                                          | +35                                                                         | 65                                                                          |
| 1994/95                                                                     | 5                                                                           | 34                                                                          | 13                                                                          | 10                                                                          | 11                                                                          | 37                                                                          | 44                                                                          | −7                                                                          | 49                                                                          |
| 1995/96                                                                     | 18 ↓                                                                        | 36                                                                          | 5                                                                           | 9                                                                           | 22                                                                          | 30                                                                          | 69                                                                          | −39                                                                         | 24                                                                          |
| 2002/03                                                                     | 19 ↓                                                                        | 36                                                                          | 3                                                                           | 9                                                                           | 24                                                                          | 23                                                                          | 74                                                                          | −51                                                                         | 18                                                                          |
| Gesamt                                                                      | Gesamt                                                                      | 354                                                                         | 170                                                                         | 85                                                                          | 99                                                                          | 668                                                                         | 432                                                                         | +236                                                                        | 595                                                                         |

Oberliga Rheinland-Pfalz/Saar
| Spielzeiten: 1979/80, 1981/82 – 1993/94, 1996/97 – 2001/02 2003/04 – 2016/17 | Spielzeiten: 1979/80, 1981/82 – 1993/94, 1996/97 – 2001/02 2003/04 – 2016/17 | Spielzeiten: 1979/80, 1981/82 – 1993/94, 1996/97 – 2001/02 2003/04 – 2016/17 | Spielzeiten: 1979/80, 1981/82 – 1993/94, 1996/97 – 2001/02 2003/04 – 2016/17 | Spielzeiten: 1979/80, 1981/82 – 1993/94, 1996/97 – 2001/02 2003/04 – 2016/17 | Spielzeiten: 1979/80, 1981/82 – 1993/94, 1996/97 – 2001/02 2003/04 – 2016/17 | Spielzeiten: 1979/80, 1981/82 – 1993/94, 1996/97 – 2001/02 2003/04 – 2016/17 | Spielzeiten: 1979/80, 1981/82 – 1993/94, 1996/97 – 2001/02 2003/04 – 2016/17 | Spielzeiten: 1979/80, 1981/82 – 1993/94, 1996/97 – 2001/02 2003/04 – 2016/17 | Spielzeiten: 1979/80, 1981/82 – 1993/94, 1996/97 – 2001/02 2003/04 – 2016/17 |
| Saison                                                                       | Pl.                                                                          | Sp.                                                                          | S                                                                            | U                                                                            | N                                                                            | T                                                                            | Gt.                                                                          | Td.                                                                          | Pkt.                                                                         |
| ---------------------------------------------------------------------------- | ---------------------------------------------------------------------------- | ---------------------------------------------------------------------------- | ---------------------------------------------------------------------------- | ---------------------------------------------------------------------------- | ---------------------------------------------------------------------------- | ---------------------------------------------------------------------------- | ---------------------------------------------------------------------------- | ---------------------------------------------------------------------------- | ---------------------------------------------------------------------------- |
| 1979/80                                                                      | 1 ↑                                                                          | 34                                                                           | 22                                                                           | 7                                                                            | 5                                                                            | 73                                                                           | 27                                                                           | +46                                                                          | 73                                                                           |
| 1981/82                                                                      | 11                                                                           | 40                                                                           | 19                                                                           | 6                                                                            | 15                                                                           | 74                                                                           | 68                                                                           | +6                                                                           | 63                                                                           |
| 1982/83                                                                      | 9                                                                            | 38                                                                           | 13                                                                           | 13                                                                           | 12                                                                           | 75                                                                           | 75                                                                           | ±0                                                                           | 52                                                                           |
| 1983/84                                                                      | 12                                                                           | 34                                                                           | 10                                                                           | 11                                                                           | 13                                                                           | 44                                                                           | 52                                                                           | −8                                                                           | 41                                                                           |
| 1984/85                                                                      | 11                                                                           | 34                                                                           | 13                                                                           | 8                                                                            | 13                                                                           | 65                                                                           | 54                                                                           | +11                                                                          | 47                                                                           |
| 1985/86                                                                      | 7                                                                            | 34                                                                           | 12                                                                           | 10                                                                           | 12                                                                           | 48                                                                           | 60                                                                           | −12                                                                          | 46                                                                           |
| 1986/87                                                                      | 10                                                                           | 34                                                                           | 11                                                                           | 9                                                                            | 14                                                                           | 53                                                                           | 54                                                                           | −1                                                                           | 41                                                                           |
| 1987/88                                                                      | 14                                                                           | 34                                                                           | 10                                                                           | 3                                                                            | 21                                                                           | 60                                                                           | 86                                                                           | −26                                                                          | 33                                                                           |
| 1988/89                                                                      | 8                                                                            | 34                                                                           | 10                                                                           | 9                                                                            | 15                                                                           | 52                                                                           | 55                                                                           | −3                                                                           | 39                                                                           |
| 1989/90                                                                      | 3                                                                            | 34                                                                           | 21                                                                           | 5                                                                            | 8                                                                            | 76                                                                           | 44                                                                           | +32                                                                          | 68                                                                           |
| 1990/91                                                                      | 1                                                                            | 34                                                                           | 24                                                                           | 6                                                                            | 4                                                                            | 74                                                                           | 22                                                                           | +41                                                                          | 68                                                                           |
| 1991/92                                                                      | 4                                                                            | 34                                                                           | 18                                                                           | 7                                                                            | 9                                                                            | 79                                                                           | 48                                                                           | +31                                                                          | 43                                                                           |
| 1992/93                                                                      | 6                                                                            | 34                                                                           | 15                                                                           | 10                                                                           | 9                                                                            | 50                                                                           | 37                                                                           | +13                                                                          | 40                                                                           |
| 1993/94                                                                      | 4                                                                            | 34                                                                           | 18                                                                           | 9                                                                            | 7                                                                            | 63                                                                           | 45                                                                           | +18                                                                          | 45                                                                           |
| 1996/97                                                                      | 7                                                                            | 34                                                                           | 12                                                                           | 12                                                                           | 10                                                                           | 56                                                                           | 37                                                                           | +19                                                                          | 48                                                                           |
| 1997/98                                                                      | 6                                                                            | 34                                                                           | 18                                                                           | 7                                                                            | 9                                                                            | 69                                                                           | 37                                                                           | +32                                                                          | 61                                                                           |
| 1998/99                                                                      | 3                                                                            | 34                                                                           | 20                                                                           | 9                                                                            | 5                                                                            | 73                                                                           | 37                                                                           | +36                                                                          | 69                                                                           |
| 1999/00                                                                      | 1                                                                            | 36                                                                           | 25                                                                           | 6                                                                            | 5                                                                            | 82                                                                           | 36                                                                           | +46                                                                          | 81                                                                           |
| 2000/01                                                                      | 3                                                                            | 38                                                                           | 19                                                                           | 12                                                                           | 7                                                                            | 67                                                                           | 34                                                                           | +33                                                                          | 69                                                                           |
| 2001/02                                                                      | 1                                                                            | 34                                                                           | 22                                                                           | 7                                                                            | 5                                                                            | 63                                                                           | 18                                                                           | +45                                                                          | 73                                                                           |
| 2003/04                                                                      | 10                                                                           | 34                                                                           | 11                                                                           | 10                                                                           | 13                                                                           | 48                                                                           | 46                                                                           | +2                                                                           | 43                                                                           |
| 2004/05                                                                      | 1                                                                            | 34                                                                           | 22                                                                           | 4                                                                            | 8                                                                            | 66                                                                           | 30                                                                           | +36                                                                          | 70                                                                           |
| 2005/06                                                                      | 9                                                                            | 32                                                                           | 11                                                                           | 9                                                                            | 12                                                                           | 47                                                                           | 42                                                                           | +5                                                                           | 42                                                                           |
| 2006/07                                                                      | 3                                                                            | 32                                                                           | 8                                                                            | 16                                                                           | 8                                                                            | 46                                                                           | 42                                                                           | +4                                                                           | 40                                                                           |
| 2007/08                                                                      | 6                                                                            | 34                                                                           | 20                                                                           | 4                                                                            | 10                                                                           | 48                                                                           | 24                                                                           | +24                                                                          | 64                                                                           |
| 2008/09                                                                      | 4                                                                            | 34                                                                           | 14                                                                           | 14                                                                           | 6                                                                            | 49                                                                           | 32                                                                           | +17                                                                          | 56                                                                           |
| 2009/10                                                                      | 12                                                                           | 34                                                                           | 12                                                                           | 9                                                                            | 13                                                                           | 53                                                                           | 47                                                                           | −6                                                                           | 45                                                                           |
| 2010/11                                                                      | 7                                                                            | 36                                                                           | 15                                                                           | 9                                                                            | 12                                                                           | 60                                                                           | 54                                                                           | +6                                                                           | 54                                                                           |
| 2011/12                                                                      | 7                                                                            | 34                                                                           | 14                                                                           | 8                                                                            | 12                                                                           | 55                                                                           | 49                                                                           | +6                                                                           | 50                                                                           |
| 2012/13                                                                      | 5                                                                            | 34                                                                           | 17                                                                           | 5                                                                            | 12                                                                           | 48                                                                           | 39                                                                           | +9                                                                           | 56                                                                           |
| 2013/14                                                                      | 15                                                                           | 34                                                                           | 9                                                                            | 12                                                                           | 13                                                                           | 36                                                                           | 49                                                                           | −13                                                                          | 39                                                                           |
| 2014/15                                                                      | 12                                                                           | 34                                                                           | 12                                                                           | 8                                                                            | 14                                                                           | 61                                                                           | 47                                                                           | +4                                                                           | 44                                                                           |
| 2015/16                                                                      | 4                                                                            | 32                                                                           | 14                                                                           | 9                                                                            | 9                                                                            | 51                                                                           | 44                                                                           | +7                                                                           | 51                                                                           |
| 2016/17                                                                      | 17 ↓                                                                         | 34                                                                           | 9                                                                            | 4                                                                            | 21                                                                           | 46                                                                           | 71                                                                           | −25                                                                          | 31                                                                           |
| Gesamt                                                                       | Gesamt                                                                       | 1168                                                                         | 520                                                                          | 287                                                                          | 361                                                                          | 2000                                                                         | 1537                                                                         | +463                                                                         | 1847                                                                         |

Saarlandliga
| Spielzeiten: 2017/18 –                               | Spielzeiten: 2017/18 – | Spielzeiten: 2017/18 – | Spielzeiten: 2017/18 – | Spielzeiten: 2017/18 – | Spielzeiten: 2017/18 – | Spielzeiten: 2017/18 – | Spielzeiten: 2017/18 – | Spielzeiten: 2017/18 – | Spielzeiten: 2017/18 – |
| Saison                                               | Pl.                    | Sp.                    | S                      | U                      | N                      | T                      | Gt.                    | Td.                    | Pkt.                   |
| ---------------------------------------------------- | ---------------------- | ---------------------- | ---------------------- | ---------------------- | ---------------------- | ---------------------- | ---------------------- | ---------------------- | ---------------------- |
| 2017/18                                              | 3                      | 34                     | 16                     | 12                     | 6                      | 54                     | 45                     | +9                     | 60                     |
| 2018/19                                              | 9                      | 32                     | 12                     | 5                      | 15                     | 48                     | 56                     | −8                     | 41                     |
| 2019/20                                              | 6                      | 22                     | 11                     | 4                      | 7                      | 52                     | 43                     | +9                     | 37                     |
| 2020/21                                              | 4                      | 6                      | 4                      | 0                      | 2                      | 20                     | 7                      | +13                    | 12                     |
| Gesamt                                               | Gesamt                 | 94                     | 43                     | 21                     | 30                     | 174                    | 151                    | +23                    | 144                    |
| fettgedruckt = Aktueller 6. Spieltag 4. Oktober 2020 |                        |                        |                        |                        |                        |                        |                        |                        |                        |

Auf- und Abstiege
| Liga                          | Aufstiege | in den Jahren |
| ----------------------------- | --------- | ------------- |
| 2. Bundesliga                 | 2         | 1964, 1980    |
| Regionalliga Südwest          | 2         | 1967, 1974    |
| Oberliga Rheinland-Pfalz/Saar | 2         | 1980, 2002    |

| Liga                          | Abstiege | in den Jahren    |
| ----------------------------- | -------- | ---------------- |
| 1. Bundesliga                 | 2        | 1966, 1968       |
| 2. Bundesliga                 | 3        | 1975, 1979, 1981 |
| Regionalliga Südwest          | 2        | 1996, 2003       |
| Oberliga Rheinland-Pfalz/Saar | 1        | 2017             |

Aufstiegsrunde
| Spielzeiten                     | Pl     | Sp. | S  | U | N  | T  | Gt. | Td  | Pkt |
| ------------------------------- | ------ | --- | -- | - | -- | -- | --- | --- | --- |
| Aufstieg zur Bundesliga 1964/65 | 1      | 6   | 4  | 0 | 2  | 9  | 7   | +2  | 12  |
| Aufstieg zur Bundesliga 1967/68 | 1      | 8   | 5  | 1 | 2  | 17 | 12  | +5  | 16  |
| Aufstieg zur Bundesliga 1971/72 | 2      | 8   | 4  | 1 | 3  | 11 | 9   | +2  | 13  |
| Aufstieg zur Bundesliga 1972/73 | 3      | 8   | 3  | 0 | 5  | 20 | 16  | +4  | 9   |
| Aufstieg zur Bundesliga 1974/75 | 4      | 8   | 2  | 3 | 3  | 8  | 11  | −3  | 8   |
| Gesamt                          | Gesamt | 38  | 18 | 5 | 15 | 65 | 55  | +11 | 58  |

| Spielzeiten                                   | Pl     | Sp. | S | U | N | T  | Gt. | Td | Pkt |
| --------------------------------------------- | ------ | --- | - | - | - | -- | --- | -- | --- |
| Aufstieg zur 2. Bundesliga Nord & Süd 1976/77 | 3      | 4   | 0 | 3 | 1 | 7  | 10  | −3 | 1   |
| Aufstieg zur 2. Bundesliga Nord & Süd 1977/78 | 2      | 4   | 2 | 1 | 1 | 8  | 6   | +2 | 7   |
| Aufstieg zur 2. Bundesliga Nord & Süd 1978/79 | 1      | 4   | 3 | 1 | 0 | 6  | 0   | +6 | 10  |
| Aufstieg zur 2. Bundesliga 1991/92            | 4      | 6   | 0 | 3 | 3 | 5  | 10  | −5 | 3   |
| Gesamt                                        | Gesamt | 18  | 5 | 8 | 5 | 26 | 26  | ±0 | 21  |

| Spielzeiten                                        | Pl     | Sp. | S | U | N | T | Gt. | Td | Pkt |
| -------------------------------------------------- | ------ | --- | - | - | - | - | --- | -- | --- |
| Aufstieg zur Oberliga Rheinland-Pfalz/Saar 2017/18 | 3      | 2   | 0 | 1 | 1 | 2 | 4   | -2 | 1   |
| Gesamt                                             | Gesamt | 2   | 0 | 1 | 1 | 2 | 4   | -2 | 1   |

| Farbe | Legende                   |
| ----- | ------------------------- |
|       | Sieger der Aufstiegsrunde |

Amateurmeisterschaft
| Spielzeiten                                | Sp. | S | U | N | T | Gt. | Td. |
| ------------------------------------------ | --- | - | - | - | - | --- | --- |
| Deutsche Fußball-Amateurmeisterschaft 1980 | 2   | 1 | 0 | 1 | 2 | 4   | +2  |
| Gesamt                                     | 2   | 1 | 0 | 1 | 2 | 4   | +2  |

Deutsche Fußballmeisterschaft
| Spielzeiten                           | Pl.    | Sp. | S | U | N  | T  | Gt. | Td. | Pkt. |
| ------------------------------------- | ------ | --- | - | - | -- | -- | --- | --- | ---- |
| Deutsche Fußballmeisterschaft 1958/59 | QR     | 1   | 0 | 0 | 1  | 3  | 6   | −3  | 0    |
| Deutsche Fußballmeisterschaft 1959/60 | 3      | 6   | 2 | 1 | 3  | 9  | 17  | −8  | 7    |
| Deutsche Fußballmeisterschaft 1960/61 | QR     | 1   | 0 | 0 | 1  | 0  | 5   | −5  | 0    |
| Deutsche Fußballmeisterschaft 1961/62 | 4      | 3   | 0 | 0 | 3  | 4  | 7   | −3  | 0    |
| Deutsche Fußballmeisterschaft 1962/63 | 3      | 6   | 2 | 2 | 2  | 8  | 11  | −3  | 8    |
| Gesamt                                | Gesamt | 17  | 4 | 3 | 10 | 24 | 46  | -22 | 15   |

| Abkürzung | Legende             |
| --------- | ------------------- |
| QR        | Qualifikationsrunde |

Saarlandpokal
| Saarlandpokal | Saarlandpokal | Saarlandpokal | Saarlandpokal | Saarlandpokal | Saarlandpokal | Saarlandpokal | Saarlandpokal | Saarlandpokal |
|               | Sp.           | S             | U             | N             | T             | Gt.           | Td.           | Pkt.          |
| ------------- | ------------- | ------------- | ------------- | ------------- | ------------- | ------------- | ------------- | ------------- |
| Heim          | 51            | 38            | −             | 13            | 156           | 67            | +89           | 114           |
| Auswärts      | 109           | 85            | −             | 24            | 363           | 134           | +229          | 255           |
| Gesamt        | 160           | 123           | −             | 37            | 519           | 201           | +318          | 369           |

| Qualifikation zum Saarlandpokal | Qualifikation zum Saarlandpokal | Qualifikation zum Saarlandpokal | Qualifikation zum Saarlandpokal | Qualifikation zum Saarlandpokal | Qualifikation zum Saarlandpokal | Qualifikation zum Saarlandpokal | Qualifikation zum Saarlandpokal | Qualifikation zum Saarlandpokal |
|                                 | Sp.                             | S                               | U                               | N                               | T                               | Gt.                             | Td.                             | Pkt.                            |
| ------------------------------- | ------------------------------- | ------------------------------- | ------------------------------- | ------------------------------- | ------------------------------- | ------------------------------- | ------------------------------- | ------------------------------- |
| Heim                            | 0                               | 0                               | −                               | 0                               | 0                               | 0                               | ±0                              | 0                               |
| Auswärts                        | 6                               | 6                               | −                               | 0                               | 40                              | 4                               | +36                             | 18                              |
| Gesamt                          | 6                               | 6                               | −                               | 0                               | 40                              | 4                               | +36                             | 18                              |

| Saarlandpokal                   | Saarlandpokal | Saarlandpokal | Saarlandpokal | Saarlandpokal | Saarlandpokal | Saarlandpokal | Saarlandpokal | Saarlandpokal |
|                                 | Sp.           | S             | U             | N             | T             | Gt.           | Td.           | Pkt.          |
| ------------------------------- | ------------- | ------------- | ------------- | ------------- | ------------- | ------------- | ------------- | ------------- |
| Heim                            | 51            | 38            | −             | 13            | 156           | 67            | +89           | 114           |
| Auswärts                        | 109           | 85            | −             | 24            | 363           | 134           | +229          | 255           |
| Gesamt                          | 160           | 123           | −             | 37            | 519           | 201           | +318          | 369           |
| Qualifikation zum Saarlandpokal |               |               |               |               |               |               |               |               |
|                                 | Sp.           | S             | U             | N             | T             | Gt.           | Td.           | Pkt.          |
| Heim                            | 0             | 0             | −             | 0             | 0             | 0             | ±0            | 0             |
| Auswärts                        | 6             | 6             | −             | 0             | 40            | 4             | +36           | 18            |
| Gesamt                          | 6             | 6             | −             | 0             | 40            | 4             | +36           | 18            |
| Gesamt Heim                     | 51            | 38            | −             | 13            | 156           | 67            | +89           | 114           |
| Gesamt Auswärts                 | 115           | 91            | −             | 24            | 403           | 138           | +265          | 273           |
| Gesamt                          | 166           | 129           | −             | 37            | 559           | 205           | +354          | 387           |

|                                 | Sp. | S   | U | N  | T   | Gt. | Td.  | Pkt. |
| ------------------------------- | --- | --- | - | -- | --- | --- | ---- | ---- |
| Saarlandpokal                   | 160 | 123 | − | 37 | 519 | 201 | +318 | 369  |
| Qualifikation zum Saarlandpokal | 6   | 6   | − | 0  | 40  | 4   | +36  | 18   |
| Gesamt                          | 166 | 129 | − | 37 | 559 | 205 | +354 | 387  |